# العلاقات الأوغندية السورية
العلاقات الأوغندية السورية هي العلاقات الثنائية التي تجمع بين أوغندا وسوريا.

## مقارنة بين البلدين
هذه مقارنة عامة ومرجعية للدولتين:
| وجه المقارنة                                              | أوغندا                            | سوريا                    |
| --------------------------------------------------------- | --------------------------------- | ------------------------ |
| المساحة (كم2)                                             | 241.04 ألف                        | 185.18 ألف               |
| عدد السكان (نسمة)                                         | 42.86 مليون                       | 18.27 مليون              |
| الكثافة السكانية (ن./كم²)                                 | 177.81                            | 98.66                    |
| العاصمة                                                   | كامبالا                           | دمشق                     |
| اللغة الرسمية                                             | اللغة الإنجليزية، اللغة السواحلية | اللغة العربية            |
| العملة                                                    | شيلينغ أوغندي                     | ليرة سورية               |
| الناتج المحلي الإجمالي (بليون دولار)                      | 25.89 مليار                       | 60.20 مليار              |
| الناتج المحلي الإجمالي (تعادل القوة الشرائية) بليون دولار | 72.25 مليار                       |                          |
| الناتج المحلي الإجمالي الاسمي للفرد دولار أمريكي          | 705                               |                          |
| الناتج المحلي الإجمالي للفرد دولار أمريكي                 | 1.77 ألف                          |                          |
| مؤشر التنمية البشرية                                      | 0.483                             | 0.594                    |
| رمز المكالمات الدولي                                      | +256                              | +963                     |
| رمز الإنترنت                                              | .ug                               | .sy                      |
| المنطقة الزمنية                                           | ت ع م+03:00                       | ت ع م+02:00، ت ع م+03:00 |

## منظمات دولية مشتركة
يشترك البلدان في عضوية مجموعة من المنظمات الدولية، منها:
| علم المنظمة | اسم المنظمة                               | تاريخ انضمام أوغندا | تاريخ انضمام سوريا |
| ----------- | ----------------------------------------- | ------------------- | ------------------ |
|             | مؤسسة التنمية الدولية                     | 27 سبتمبر 1963      | 28 يونيو 1962      |
|             | يونسكو                                    | 9 نوفمبر 1962       | 16 نوفمبر 1946     |
|             | وكالة ضمان الاستثمار متعدد الأطراف        | 10 يونيو 1992       | 14 مايو 2002       |
|             | الأمم المتحدة                             | 25 أكتوبر 1962      | 24 أكتوبر 1945     |
|             | الاتحاد البريدي العالمي                   | ?                   | ?                  |
|             | البنك الدولي للإنشاء والتعمير             | 27 سبتمبر 1963      | 10 أبريل 1947      |
|             | منظمة التعاون الإسلامي                    | ?                   | 1972               |
|             | منظمة حظر الأسلحة الكيميائية              | ?                   | ?                  |
|             | الاتحاد الدولي للاتصالات                  | 8 مارس 1963         | 12 يناير 1924      |
|             | مؤسسة التمويل الدولية                     | 27 سبتمبر 1963      | 28 يونيو 1962      |
|             | المركز الدولي لتسوية المنازعات الاستشارية | 14 أكتوبر 1966      | 24 فبراير 2006     |
|             | منظمة الشرطة الجنائية الدولية             | ?                   | ?                  |

## وصلات خارجية
- موقع وزارة الخارجية الأوغندية